# Mistrzostwa Francji w Skokach Narciarskich 2010

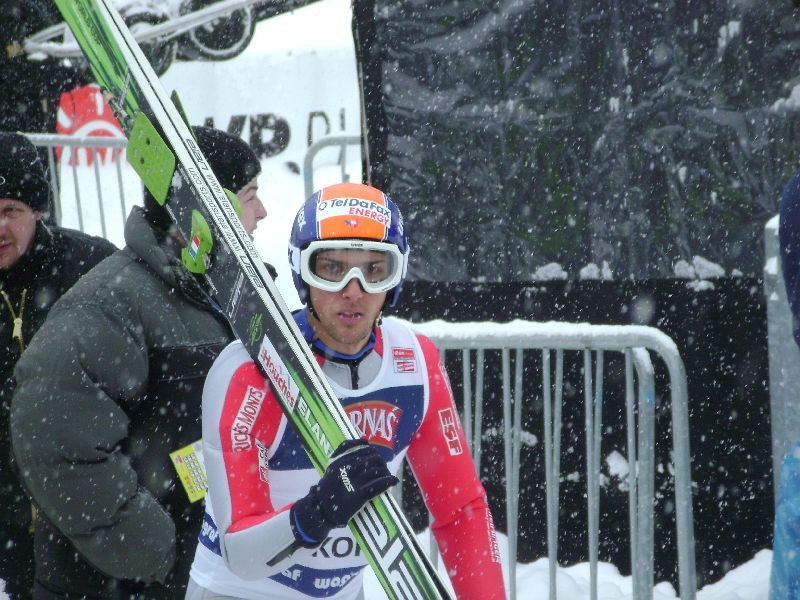
Vincent Descombes Sevoie, dwukrotny złoty medalista Mistrzostw Francji w Skokach Narciarskich 2010.

Mistrzostwa Francji w Skokach Narciarskich 2010 zostały przeprowadzone na skoczni Les Tuffes (HS 81) w Prémanon. 
Rozegrane zostały dwie konkurencje indywidualne - po jednym konkursie mężczyzn i kobiet, a także zawody drużynowe. W konkursie mężczyzn uczestniczyło 59 zawodników, a najlepszy okazał się Vincent Descombes Sevoie. Na kolejnych miejscach uplasowali się Emmanuel Chedal i Jason Lamy Chappuis. Dla Sevoie był to pierwszy w karierze złoty medal zdobyty w indywidualnych mistrzostwach Francji. W konkursie kobiet wystartowały tylko cztery skoczkinie, spośród których najlepsza była Caroline Espiau. Srebrny medal zdobyła Julia Clair, a brązowy - Léa Lemare. Zdobyty przez Espiau tytuł mistrzyni Francji był pierwszym wywalczonym przez nią tytułem tej rangi. W konkursie drużynowym wystartowało 12 zespołów, a tytuł mistrzowski zdobyła drużyna Mont Blanc I, która wystąpiła w składzie: Alexandre Mabboux, Nicolas Martin, François Braud i Vincent Descombes Sevoie.
Spośród zawodników startujących w konkursie mężczyzn, dodatkowo wyodrębniono juniorów i najlepszej trójce przyznano medale. W związku z tym, medale w kategorii juniorów zdobyli: Alexandre Mabboux (złoto), Nicolas Mayer (srebro) i Nicolas Gonthier (brąz).

## Wyniki

### Konkurs indywidualny mężczyzn
| Miejsce | Zawodnik                 | Skok 1 | Skok 2 | Nota  |
| ------- | ------------------------ | ------ | ------ | ----- |
| 1.      | Vincent Descombes Sevoie | 82,0   | 86,0   | 270,2 |
| 2.      | Emmanuel Chedal          | 80,5   | 83,5   | 255,4 |
| 3.      | Jason Lamy Chappuis      | 81,0   | 80,5   | 248,4 |
| 4.      | François Braud           | 80,5   | 78,5   | 241,4 |
| 5.      | Alexandre Mabboux        | 75,0   | 82,0   | 236,0 |
| 6.      | Nicolas Martin           | 76,5   | 80,0   | 235,9 |
| 7.      | Nicolas Mayer            | 76,0   | 77,0   | 227,2 |
| 8.      | David Viry               | 75,5   | 78,0   | 226,3 |
| 9.      | Nicolas Gonthier         | 74,0   | 77,0   | 220,3 |
| 10.     | Wilfried Cailleau        | 77,0   | 72,5   | 217,5 |
| 11.     | Sébastien Lacroix        | 72,5   | 75,5   | 215,7 |
| 12.     | Samuel Guy               | 70,0   | 77,0   | 212,5 |
| 13.     | Jordan Taillard          | 74,0   | 73,5   | 211,6 |
| 14.     | Killian Peier            | 70,0   | 76,0   | 210,8 |
| 14.     | Ronan Lamy Chappuis      | 76,0   | 70,0   | 210,8 |
| 16.     | Yoann Morel              | 76,5   | 70,0   | 208,9 |
| 17.     | David Lazzaroni          | 73,0   | 74,5   | 207,1 |
| 18.     | Gautier Airiau           | 72,0   | 70,5   | 200,1 |
| 19.     | Julien Dorme             | 71,0   | 71,0   | 199,5 |
| 20.     | Jonathan Félisaz         | 70,0   | 71,0   | 195,3 |
| 21.     | Maxime Laheurte          | 69,0   | 71,5   | 195,2 |
| 22.     | Sébastien Cala           | 69,5   | 70,0   | 191,5 |
| 23.     | Pierre Emmanuel Robe     | 68,0   | 69,5   | 189,6 |
| 24.     | Florian Pinel            | 69,0   | 68,0   | 186,5 |
| 25.     | Julien Faivre Rampant    | 66,0   | 70,5   | 185,9 |
| 26.     | Benjamin Bourqui         | 70,5   | 67,5   | 181,2 |
| 27.     | Jean Louis Arnould       | 67,0   | 68,0   | 176,6 |
| 28.     | Mickael Chapuis          | 65,0   | 69,0   | 176,4 |
| 29.     | Charles Bailly Basin     | 66,0   | 65,0   | 167,8 |
| 30.     | Romain Jacquier          | 67,0   | 62,5   | 164,5 |
| 31.     | Theo Hannon              | 67,0   | 60,0   | 161,0 |
| 32.     | Leo Vanini               | 65,0   | 62,0   | 160,0 |
| 33.     | Gaetan Junique           | 60,5   | 65,0   | 156,7 |
| 34.     | Arthur Royer             | 63,0   | 62,0   | 156,6 |
| 35.     | Florian Schwinn          | 61,0   | 63,0   | 152,4 |
| 35.     | Thomas Strappazzon       | 61,0   | 63,0   | 152,4 |
| 37.     | Geoffrey Lafarge         | 65,0   | 68,0   | 151,2 |
| 38.     | Luc Claret Tournier      | 60,5   | 63,0   | 149,8 |
| 39.     | Yoann Taillard           | 62,0   | 62,0   | 149,4 |
| 40.     | Marius Pottecher         | 66,5   | 56,0   | 148,6 |
| 41.     | Guillaume Gallaz         | 62,0   | 61,0   | 147,2 |
| 42.     | David Devillers          | 60,0   | 61,0   | 146,3 |
| 43.     | Martin Espiau            | 56,5   | 64,0   | 142,7 |
| 44.     | Alex Mougin              | 60,0   | 58,5   | 139,3 |
| 45.     | Anthony Robert           | 60,0   | 59,0   | 137,9 |
| 46.     | Sacha Gardet             | 56,5   | 60,5   | 137,0 |
| 47.     | Benjamin Raffort         | 59,0   | 59,5   | 134,8 |
| 48.     | Hugo Buffard             | 60,5   | 55,0   | 130,2 |
| 49.     | Nicolas Didier           | 58,5   | 55,5   | 129,9 |
| 50.     | Tanguy Bosmorin          | 60,0   | 57,5   | 129,1 |
| 51.     | Robin Vallet             | 57,0   | 58,0   | 126,6 |
| 52.     | Edouard Vanini           | 54,0   | 60,0   | 122,9 |
| 53.     | Alexis Vasseur           | 56,0   | 54,5   | 121,2 |
| 54.     | Michael Tan Bouquet      | 55,0   | 47,5   | 101,6 |
| 55.     | Laurent Muhlethaler      | 46,5   | 49,0   | 81,7  |
| 56.     | Julien Grand Chavin      | 48,0   | 46,0   | 76,4  |
| 57.     | Antoine Gerard           | 46,0   | 38,0   | 51,4  |
| 58.     | Sullivan Jacquet         | 40,0   | 38,0   | 32,7  |
| 59.     | Abel Capellazzi          | 33,0   | 34,0   | 14,0  |
| -       | Dylan Rochas             | DNS    | -      | -     |
| -       | Kevin Nappa              | DNS    | -      | -     |

### Konkurs indywidualny kobiet
| Miejsce | Zawodnik         | Skok 1 | Skok 2 | Nota  |
| ------- | ---------------- | ------ | ------ | ----- |
| 1.      | Caroline Espiau  | 69,0   | 81,0   | 215,1 |
| 2.      | Julia Clair      | 61,0   | 68,5   | 167,5 |
| 3.      | Léa Lemare       | 60,0   | 66,0   | 159,8 |
| 4.      | Coralie Taillard | 60,0   | 61,0   | 142,8 |

### Konkurs drużynowy
| Miejsce | Drużyna                                                                                    | Nota |
| ------- | ------------------------------------------------------------------------------------------ | --- |
| 1.      | Mont Blanc I Alexandre Mabboux Nicolas Martin François Braud Vincent Descombes Sevoie      | 901,3 pkt 194,0 pkt (68,5 m / 71,0 m) 230,3 pkt (78,0 m / 75,5 m) 228,0 pkt (73,0 m / 79,0) 249,0 pkt (76,5 m / 83,0)     |
| 2.      | Savoie I Julien Dorme Nicolas Gonthier Nicolas Mayer Emmanuel Chedal                       | 898,3 pkt 196,1 pkt (69,0 m / 71,0 m) 204,4 pkt (71,5 m / 72,5 m) 245,3 pkt (78,0 m / 80,5 m) 252,5 pkt (78,5 m / 83,5 m) |
| 3.      | Jura I Samuel Guy Sébastien Lacroix Ronan Lamy Chappuis Jordan Taillard                    | 816,2 pkt 192,6 pkt (72,0 m / 68,0 m) 222,0 pkt (74,5 m / 75,0 m) 209,7 pkt (72,0 m / 73,5 m) 191,9 pkt (68,0 m / 71,0 m) |
| 4.      | Mont Blanc II Pierre Emmanuel Robe Florian Pinel Jonathan Félisaz Wilfried Cailleau        | 778,9 pkt 195,1 pkt (71,0 m / 69,0 m) 184,7 pkt (66,5 m / 69,0 m) 200,3 pkt (71,0 m / 72,5 m) 198,8 pkt (69,0 m / 72,0 m) |
| 5.      | Dauphine I Caroline Espiau Gautier Airiau Yoann Morel David Lazzaroni                      | 689,1 pkt 150,2 pkt (64,5 m / 58,5 m) 198,8 pkt (68,0 m / 73,0 m) 206,0 pkt (71,0 m / 73,5 m) 134,1 pkt (48,0 m / 69,5 m) |
| 6.      | Jura II Theo Hannon Julien Faivre Rampant Sébastien Cala Leo Vanini                        | 675,1 pkt 165,3 pkt (66,5 m / 62,0 m) 160,9 pkt (63,0 m / 63,5 m) 195,5 pkt (72,5 m / 69,5 m) 153,4 pkt (61,0 m / 63,0 m) |
| 7.      | Vosges I Anthony Robert Jean Louis Arnould Maxime Laheurte David Viry                      | 662,3 pkt 152,4 pkt (63,0 m / 61,0 m) 159,5 pkt (62,5 m / 64,5 m) 183,9 pkt (68,0 m / 68,5 m) 166,5 pkt (63,5 m / 66,0 m) |
| 8.      | Mont Blanc III Luc Claret Tournier Michael Tan Bouquet Thomas Strappazzon Geoffrey Lafarge | 610,4 pkt 148,2 pkt (64,0 m / 59,0 m) 139,7 pkt (59,0 m / 59,0 m) 167,5 pkt (67,5 m / 62,0 m) 155,0 pkt (62,5 m / 62,0 m) |
| 9.      | Jura III Florian Schwinn Romain Jacqueir Hugo Buffard David Devillers                      | 570,4 pkt 140,0 pkt (61,0 m / 58,5 m) 135,1 pkt (57,5 m / 60,0 m) 155,4 pkt (63,5 m / 63,0 m) 139,9 pkt (59,5 m / 59,5 m) |
| 10.     | Savoie II Léa Lemare Arthur Royer Sacha Gardet Mickael Chapuis                             | 533,1 pkt 117,3 pkt (56,0 m / 52,5 m) 137,9 pkt (58,0 m / 58,5 m) 106,5 pkt (51,5 m / 53,0 m) 171,4 pkt (63,5 m / 68,0 m) |
| 11.     | Dauphine/Savoie/Jura Martin Espiau Marius Pottecher Alexis Vasseur Alex Mougin             | 416,7 pkt 142,8 pkt (62,0 m / 59,0 m) 100,8 pkt (56,0 m / 47,5 m) 54,3 pkt (44,0 m / 42,0 m) 118,8 pkt (54,0 m / 57,0 m)  |